# Knud Ib Christensen
Knud Ib Christensen (13 de octubre de 1955 – 16 de enero de 2012) fue un botánico sistemático,
dendrólogo danés. Trabajó en micromorfología, flora mediterránea y europea, con énfasis en: Cupressaceae (Juniperus, Pinaceae (Pinus), Ephedraceae, Salicaceae (Salix), Rosaceae (Crataegus y otras Maloideae), Scrophulariaceae (Verbascum). Realizó, asistido por ordenador, identificaciones interactivas y recuperación de información.
Se gradúa en Historia natural en la Universidad de Copenhague bajo el profesor Eugenius Warming. Fue luego maestro de escuela en Copenhague, y más tarde superintendente en el Museo Botánico del Jardín Botánico de la Universidad de Copenhague. Se especializó en helechos y publicó un catálogo de las Pteridófitas del mundo, Index Filicum.
Además, fue autor de una obra en tres volúmenes de historia de la Botánica en Dinamarca.

## Algunas publicaciones
- knud i. Christensen, a. Strid. 2010. Cytisus striatus (Hill) Rothm.. pp. 196 en: Greuter, W. & Raus, T. (eds.) Med-Checklist Notulae, 29. Willdenowia 40: 189-204

- -----------------------------. 2009. Dansk Træregister [Danish Tree Register]. Dansk Dendrologisk Årsskrift 27: 7-27

- -----------------------------. 2009. Nåletræer i Danmark og Norden, 1. udgave, 1. oplag. 150 pp. Dansk Dendrologisk Forening og Natur & Ungdom, Copenhague

- -----------------------------. 2009. SLIKS keys for woody plants in Greece: Arecaceae, Celastraceae, Moraceae, Myrtaceae, Rhamnaceae, Ulmaceae, Vitaceae – Aesculus, Celtis, Eucalyptus, Euonymus, Frangula, Morus, Quercus, Parthenocissus, Phoenix, Platanus, Tilia, Ulmus, Vitis, Washingtonia, Ziziphus

- t.a. Dickinson, n. Talent, e.y.y. Lo, knud i. Christensen. 2009. So many hawthorns, or so few. Recent attempts to understand why. Pharmaceutical Biol. 47, Supplement 1: 17-18

- u. Strandby, knud i. Christensen, m. Sørensen. 2009. A morphometric study of the Abies religiosa—hickelii—guatemalensis complex (Pinaceae) in Guatemala and Mexico. Plant Systematic and Evolution 280: 59-76. doi: 10.1007/s00606-009-0164-x

- e.y.y. Lo, s. Stefanović, knud i. Christensen, t.a. Dickinson. 2009. Evidence for genetic association between East Asian and western North American Crataegus L. (Rosaceae) and rapid divergence of the eastern North America lineages based on multiple DNA sequences. Molecular Phylogenetics and Evolution 51: 157-168. doi:10.1016/j.ympev.2009.01.018

- h.v. Hansen, knud i. Christensen. 2009. The common chamomile and the scentless mayweed revisited. Taxon 58(1): 261-264

- knud i. Christensen, j. Zieliński. 2008. Notes on the genus Crataegus (Rosaceae – Pyreae) in Southern Europe, the Crimea and Western Asia. Nordic J. of Botany 26: 344-366. doi: 10.1111/j.1756-1051.2008.00330.x

- -----------------------------. 2006. Salix xanthicola (Salicaceae) — distribution, ecology and relationships. Ann. Musei Goulandris 11: 37-79

- -----------------------------, l.v. Orlova. 2006. Typification of specific and infraspecific names in Abies, Larix, Picea and Pinus (Pinaceae). Feddes Repertorium 117(7-8): 519-525

- -----------------------------, j. Zieliński, a. Petrova. 2006. Notes on the geographic distribution and ecology of Salix xanthicola (Salicaceae). Phytologia Balcanica 12(2): 209-213

- -----------------------------, h.a. Akpulat. 2006. Iris celikii, a new species from north-eastern Turkey. Nordic J. of Botany 24(2): 207-210

- -----------------------------, n. & Janjić, N. 2006. Taxonomic notes on European taxa of Crataegus (Rosaceae). — Nordic J. of Botany 24(2): 143-147

- -----------------------------. 2005. A morphometric study of the geographic variation in Pinus contorta (Pinaceae). Nordic J. of Botany 23: 563-575

- -----------------------------, b. Jonsell. 2005. (1689) Proposal to conserve to the name Salix fragilis with a conserved type (Salicaceae). Taxon 54(2): 555-556

- La abreviatura «K.I.Chr.» se emplea para indicar a Knud Ib Christensen como autoridad en la descripción y clasificación científica de los vegetales.[3]